# 두브 막 밀 콜룸
두브 막 밀 콜룸(중세 아일랜드어: Dub mac Maíl Coluim, 스코틀랜드 게일어: Dubh mac Mhaoil Chaluim, 928년경 - 967년) 흑색왕(라틴어: Niger)은 알바 왕국의 왕이다. 말 콜룸 1세의 아들로 사촌 일둘브 막 카우산틴이 962년 싸우다 죽자 왕위를 계승했다.
포르둔의 존 등의 연대기작자들은 두브의 치세에 관해 요술이나 반역 등 매우 많은 정보를 서술하고 있지만 오늘날의 역사학자들은 이런 기록들을 거의 모두 사실이 아닌 것으로 본다. 이것들을 제외하고 두브에 관해 남는 기록은 매우 희박하며, 알바 열왕 연대기와 얼스터 편년사가 그나마 가장 두브의 치세와 가까운 시기에 기록되었다.
두브의 치세 때 세인트앤드루스 또는 둔켈드의 주교 포하크(Fothach)가 죽었다. 965년에 전임 왕 일둘브의 아들, 즉 두브의 조카 킬렌 막 일둘브가 모반하여 두브와 싸웠지만 진압당했다. 이 전투에서 애솔 백작 두브돈의 조상인 둔켈드 수도원장 두하드(Duchad)가 죽었다.
킬렌의 반란을 진압한 뒤에 무슨 일이 일어났는지는 기록마다 다르다. 열왕 연대기에서는 또다시 반란이 일어나 두브가 결국 폐위되어 쫓겨났다고 쓰여 있다. 윈타운의 앤드루가 가필한 라틴어 문헌들에서는 두브가 포레스에서 살해당했다고 하며, 이를 966년 7월 20일 일식과 연관지었다. 한편 울라 편년사에서는 "알바 왕 두브 막 밀 콜룸이 스코트인들에게 죽었다"라는 단신만 적혀 있다. 어느 쪽이건 내부 권력쟁투의 결과 제명에 못 죽었다는 것은 동일하며, 사망 시기는 967년으로 비정된다.
두브의 시체는 킨늘로스의 다리 밑에 숨겨져 있었고, 이후 시체를 발견해 매장하기 전까지 태양이 빛을 잃었다고 한다. 이 이야기는 967년 7월 10일 일식에서 유래했거나 또는 그 자체로 일식과 교차검증된다.
두브의 아들 키나드 막 두브 이후 두브의 후손들은 알바 왕위 계승에서 탈락한다. 파이프 백작위는 유지했으며, 1371년까지 파이프 백작은 두브의 후손들이 계승했는데 이들을 맥더프 씨족이라고 한다("더프"는 "두브"의 영어 발음).

## 참고 문헌
- Duncan, A.A.M., The Kingship of the Scots 842–1292: Succession and Independence. Edinburgh University Press, Edinburgh, 2002. ISBN 0-7486-1626-8
- Smyth, Alfred P., Warlords and Holy Men: Scotland AD 80–1000. Edinburgh UP, Edinburgh, 1984. ISBN 0-7486-0100-7

| 전임 일둘브 막 카우산틴 | 알바의 왕 962년–967년 | 후임 킬렌 막 일둘브 |